# Wilhelm Sieglin

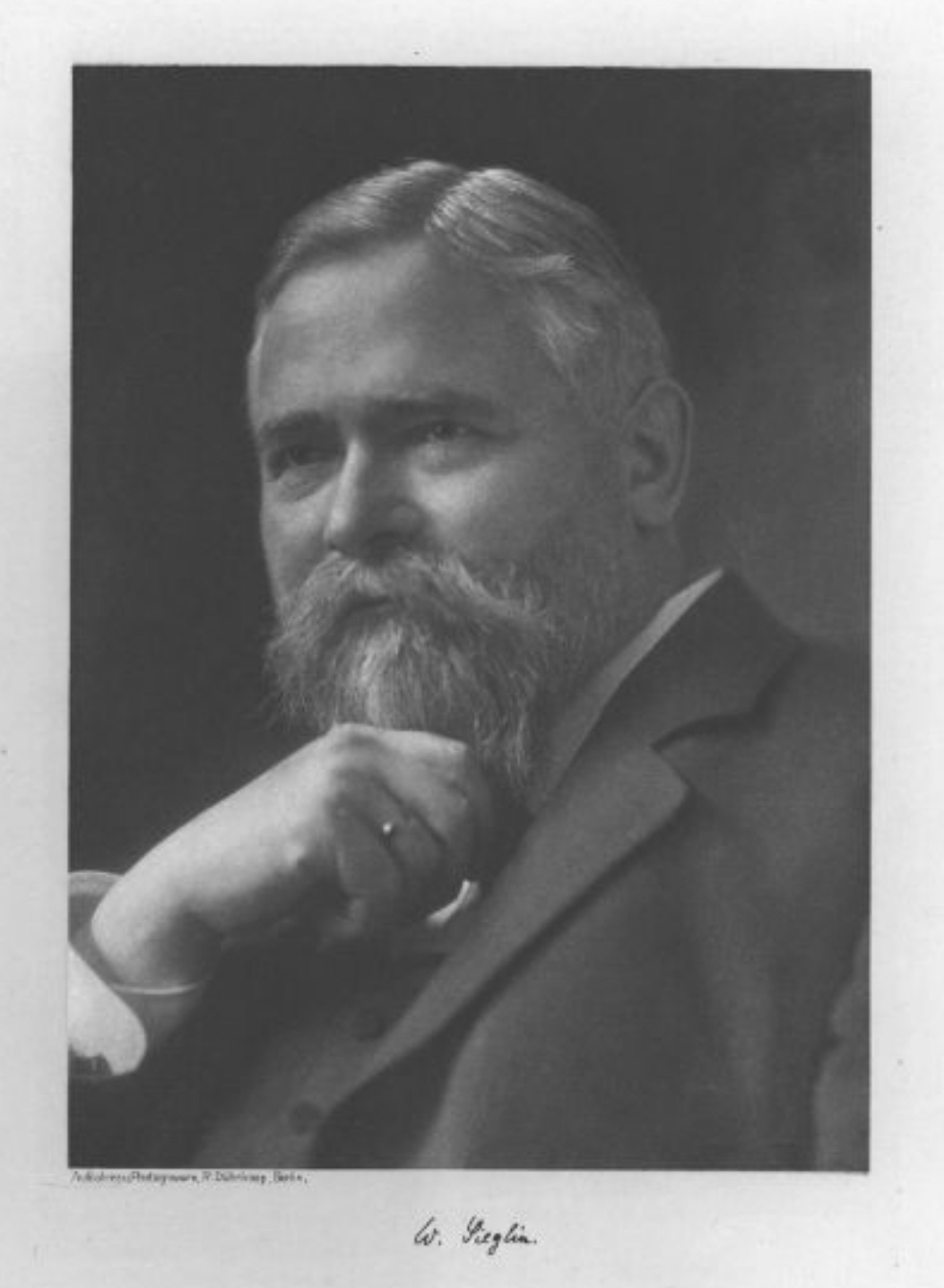
Wilhelm Sieglin, Fotografie von Rudolf Dührkoop.

Wilhelm Sieglin (* 19. April 1855 in Stuttgart; † 9. Juli 1935 in Hofgastein) war ein deutscher Historiker. Sein Forschungsschwerpunkt war die Historische Geographie. Seine Hauptwerke sind der historische Atlas „Atlas antiquus“ und ein historischer Schulatlas.

## Leben
Wilhelm Sieglin war der jüngste Sohn von insgesamt 6 Kindern des Apothekers Ernst Sieglin (1814–1855) und dessen Frau, der Pfarrerstochter Mathilde geb. Staub (1832–1895). Sein ältester Bruder war der Unternehmer und Kulturmäzen Ernst von Sieglin. 
Sieglin studierte ab 1873 Klassische Philologie und Geschichte an den Universitäten Tübingen, Leipzig, Berlin und Greifswald. Er wurde Mitglied des Klassisch-Philologischen Vereins Leipzig im Naumburger Kartellverband. 1878 wurde er in Leipzig mit der Dissertation Die Chronologie der Belagerung von Sagunt zum Dr. phil. promoviert.
Ab 1880 arbeitete Sieglin als Assistent sowie Bibliothekar an der Universitätsbibliothek Leipzig und von 1880 bis 1888 als Adjunkt am Russisch-Philologischen Institut der Universität Leipzig. 1886 wurde er Direktor der Münzsammlung der Universität, 1888 Kustos und 1896 Erster Kustos der Universitätsbibliothek. 
1898 wurde Sieglin, obwohl er keine Habilitation hatte, von der Philosophischen Fakultät der Universität Leipzig zum außerordentlichen Professor für Historische Geographie ernannt. Ein Jahr später, im Herbst 1899, folgte er einem Ruf an die Berliner Universität an das neugegründete Seminar für Historische Geographie. Hier lehrte er 15 Jahre lang als Ordinarius. 
Von 1898 bis 1902 unternahm Sieglin ausgedehnte Forschungsreisen in Europa, nach Marokko und nach Ägypten, wohin er seinen Bruder Ernst von Sieglin begleitete, der auf seine Anregung Ausgrabungen in Alexandria finanzierte. Von 1913 an leitete er eine Expedition mit Forschungsschwerpunkten nach Mittelägypten und Nubier. Diese wurde durch die Ereignisse des  Ersten Weltkrieges 1914 unterbrochen.
1914 trat Sieglin aus gesundheitlichen Gründen in den Ruhestand. Er siedelte zunächst nach Regensburg, dann nach München über. Er starb im Alter von 80 Jahren im österreichischen Hofgastein, wo er nach schwerer Krankheit Erholung gesucht hatte.

## Werk
Sieglin begann seine wissenschaftliche Laufbahn als Althistoriker. Seit der Mitte der 1880er Jahre wandte er sich zunehmend der historischen Kartographie zu. Er gab zahlreiche philologische, historische und geographische Schriften heraus, darunter eine Fragmentsammlung des Lucius Coelius Antipater (Leipzig 1879), eine Karte der Entwicklung des römischen Reiches (Leipzig 1885) und einen Schulatlas zur Geschichte des Altertums (Gotha 1899). Sein Hauptwerk Atlas Antiquus. Atlas zur Geschichte des Altertums erschien von 1893 bis 1909 in sechs Lieferungen. Sieglin war Begründer und Herausgeber der „Quellen und Forschungen zur alten Geschichte und Geographie“, die von 1901 bis 1918 erschienen.

### Familie
Wilhelm Sieglin hatte 2 Schwestern und 3 Brüder Die Brüder waren:
- Ernst von Sieglin (1848–1927), Unternehmer und Kulturmäzen in Stuttgart.
- Hermann Sieglin (oder Sieglin-Fehr, 1849–1923), Professor für Landwirtschaft an der Landwirtschaftlichen Hochschule Hohenheim.
- Eugen Karl Sieglin (1851–1982), Stadtpfarrer in Schwäbisch Hall.

Wilhelm Sieglin heiratete 1888 Gertrud Berner, die Tochter eines Berliner Oberkonsistorialrats.

## Schriften
- Wilhelm Sieglin: Die Chronologie der Belagerung von Sagunt. Dissertation. Leipzig : Teubner, 1878, Digitalisat.
- Wilhelm Sieglin: Die Fragmente des L. Coelius Antipater. In: Jahrbücher für classische Philologie, Supplementband 11, 1880, Seite 1–92, Digitalisat.
- Wilhelm Sieglin: Karte der Entwicklung des römischen Reiches. Entworfen und gezeichnet und mit Erläuterungen versehen von Wilhelm Sieglin. Leipzig : Schmidt & Günther, 1885.
- Wilhelm Sieglin: Schulatlas zur Geschichte des Altertums. 64 Haupt- und Nebenkarten auf 28 Seiten. Gotha : Perthes, 1899, Digitalisat.

Sieglins Schulatlas erreichte 1922 seine 7. Auflage und war noch 1935 im Verlagsangebot von Perthes.
- Wilhelm Sieglin: Atlas Antiquus. Atlas zur Geschichte des Altertums. 34 kolorierte Karten im Kupferstich enthaltend 19 Übersichtsblätter, 94 historische Karten und 73 Nebenkarten. Gotha : Perthes, 1893–1909, Digitalisat.

Der Atlas war mit 8 Lieferungen angekündigt, von denen nur 6 Lieferungen erschienen. Die Lieferungen 1–5 wurden „entworfen und bearbeitet von Dr. Wilhelm Sieglin“ und erschienen 1893 bis 1895. Sie enthielten 21 der angekündigten 34 Karten. Lieferung 6 wurde 1909 mit 4 Karten veröffentlicht, „entworfen und bearbeitet von Dr. Wilhelm Sieglin, fortgesetzt von Dr. Max Kiessling“, einem Schüler von Sieglin. Von den im Inhaltsverzeichnis angekündigten Tafeln erschienen Tafel 1–6, 8–10, 14–18, 20–30.
Der Atlas erschien als Abteilung 1 eines geplanten Hand-Atlas zur Geschichte des Altertums, des Mittelalters und der Neuzeit. Weitere Abteilungen sind jedoch nicht erschienen.
- Wilhelm Sieglin: Die blonden Haare der indogermanischen Völker des Altertums : eine Sammlung der antiken Zeugnisse als Beitrag zur Indogermanenfrage. München : Lehmann, 1935.

In einer Rezension fällte der Sprachwissenschaftler Hans Krahe 1936 ein zwiespältiges Urteil über das Werk. Er verwarf Sieglins Hypothese über eine indogermanische Urheimat und ähnliche Spekulationen, fand aber als bleibendes Verdienst des Buches „eine vollständige Sammlung aller antiken und spätantiken – schriftlichen wie auch bildlichen – Zeugnisse, die auf die Haarfarbe Bezug haben“, wobei „nicht nur die blonde, sondern ebenso auch die dunkle Farbe berücksichtigt“ wurde.
Die Veröffentlichung des Werks im J. F. Lehmanns Verlag, der medizinische, völkische und rassistische Literatur verlegte, könnte ein schiefes Licht auf Sieglins wissenschaftliche Grundhaltung werfen. Die 1935 veröffentlichte Schrift war jedoch bereits 1905, lange vor der Nazizeit weitgehend abgeschlossen.
| - Atlas Antiquus, 1. Lieferung, Titelblatt. | - Atlas Antiquus, Tafel 21, Italiae Pars Septentrionalis. | - Schulatlas zur Geschichte des Altertums, Buchdeckel. | - Schulatlas zur Geschichte des Altertums, Karte „Oberitalien“. |

## Ehrungen
- Kaiserlich russischer St.-Stanislaus-Orden III. Klasse.
- Preußischer Roter Adlerorden IV. Klasse.[8]